# Billboard
Billboard là một tạp chí và trang web của Hoa Kỳ chuyên sản xuất tin tức, video, ý kiến, đánh giá, sự kiện và phong cách liên quan đến ngành công nghiệp âm nhạc. Nó được biết đến với các bảng xếp hạng âm nhạc, bao gồm Billboard Hot 100, Billboard 200 và Billboard Global 200, theo dõi các bài hát và album phổ biến nhất ở các thể loại khác nhau. Nó cũng tổ chức các sự kiện, sở hữu một công ty xuất bản và điều hành một số chương trình truyền hình.
Billboard được thành lập vào năm 1894 bởi William Donaldson và James Hennegan như một ấn phẩm thương mại cho các áp phích quảng cáo. Donaldson sau đó đã mua lại quyền lợi của Hennegan vào năm 1900 với giá 500 USD. Trong những năm đầu của thế kỷ 20, nó đã bao phủ ngành công nghiệp giải trí, chẳng hạn như rạp xiếc, hội chợ và các buổi biểu diễn nghệ thuật, đồng thời cũng tạo ra một dịch vụ thư cho những người giải trí đi du lịch. Billboard bắt đầu tập trung nhiều hơn vào ngành công nghiệp âm nhạc khi máy hát tự động, máy hát đĩa và radio trở nên phổ biến. Nhiều chủ đề mà nó đề cập đã được xuất bản thành các tạp chí khác nhau, bao gồm cả Amusement Business vào năm 1961 để đưa tin về giải trí ngoài trời, để nó có thể tập trung vào âm nhạc. Sau khi Donaldson qua đời vào năm 1925, Billboard đã được truyền lại cho các con của ông và các con của Hennegan, cho đến khi nó được bán cho các nhà đầu tư tư nhân vào năm 1985, và từ đó thuộc sở hữu của nhiều bên khác nhau. Nó thuộc sở hữu của Billboard-Hollywood Reporter Media Group, một bộ phận của MRC Media & Info.

Biểu trưng của Billboard từ tháng 10 năm 1984 đến tháng 1 năm 2013.

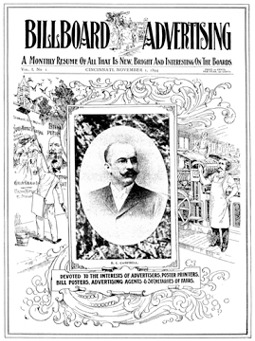
Bản ấn hành đầu tiên
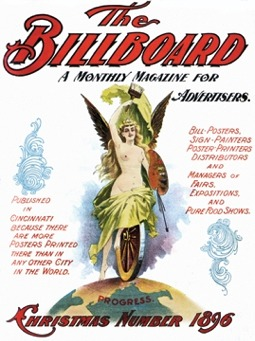
Giáng sinh, 1896
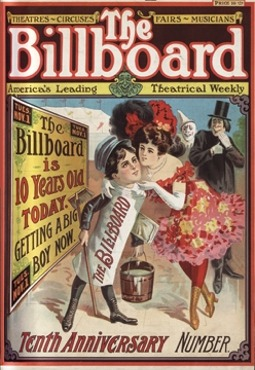
Kỷ niệm 10 năm ấn hành